# Scaphiella cymbalaria
Scaphiella cymbalaria là một loài nhện trong họ Oonopidae.
Loài này thuộc chi Scaphiella. Scaphiella cymbalaria được Eugène Simon miêu tả năm 1891.